# نادي أوديسا لكرة السلة
نادي أوديسا لكرة السلة (بالأوكرانية: Одеса) هو فريق كرة سلة أوكراني للمحترفين تأسس في سنة 1992 يقع مقره في أوديسا. يلعب في دوري السوبر الأوكراني لكرة السلة.

## الإنجازات
- دوري السوبر الأوكراني لكرة السلة: 4 (1998، 1999، 2001، 2002)
- كأس أوكرانيا لكرة السلة: 2 (1993، 2001)

## وصلات خارجية
- الموقع الرسمي